# Couesius plumbeus
Couesius plumbeus is een straalvinnige vissensoort uit de familie van karpers (Cyprinidae). De wetenschappelijke naam van de soort is voor het eerst geldig gepubliceerd in 1850 door Agassiz.